# بيرسي ألان
بيرسي ألان (بالإنجليزية: Percy Allan)‏ هو مهندس مدني ومهندس أسترالي، ولد في 12 يوليو 1861 في سيدني في أستراليا، وتوفي في 7 مايو 1930 في Darlinghurst ‏ في أستراليا.